# Atanas Sławow
Atanas Władisławow Sławow, bułg. Атанас Владиславов Славов (ur. 3 grudnia 1979 w Usogorsku) – bułgarski polityk, prawnik i nauczyciel akademicki, poseł do Zgromadzenia Narodowego, w latach 2023–2024 minister sprawiedliwości.

## Życiorys
Ukończył prawo na Uniwersytecie Sofijskim im. św. Klemensa z Ochrydy, na którym doktoryzował się w zakresie prawa konstytucyjnego. Uzyskał doktorat również na University of Glasgow. Podjął praktykę w zawodzie adwokata, został też nauczycielem akademickim na macierzystej uczelni w Sofii, dochodząc do stanowiska docenta. Autor publikacji o tematyce prawniczej. Powołany w skład rady powierniczej instytutu zajmującego się demokracją bezpośrednią. Współtworzył inicjatywę obywatelską „Prawosydie za wseki”.
Był doradcą ministra Christa Iwanowa (2014–2015). Dołączył do założonej przez niego partii Tak, Bułgaria!, wszedł w skład zarządu tego ugrupowania. W wyborach z kwietnia 2021 z ramienia liberalnej koalicji Demokratyczna Bułgaria uzyskał mandat posła do Zgromadzenia Narodowego. Z powodzeniem ubiegał się o reelekcję w lipcu 2021, listopadzie 2021, październiku 2022 oraz kwietniu 2023.
W czerwcu 2023 objął urząd ministra sprawiedliwości w rządzie Nikołaja Denkowa. Stanowisko to zajmował do kwietnia 2024. W wyborach z października 2024 ponownie został wybrany do bułgarskiego parlamentu.